# Franciszek Wodiczko
Franciszek Wodiczko (ur. 6 września?/18 września 1882 w Zamościu, zm. 17 grudnia 1950 w Wołominie) – polski urzędnik, działacz społeczny, organizator orkiestr dętych.

## Życiorys

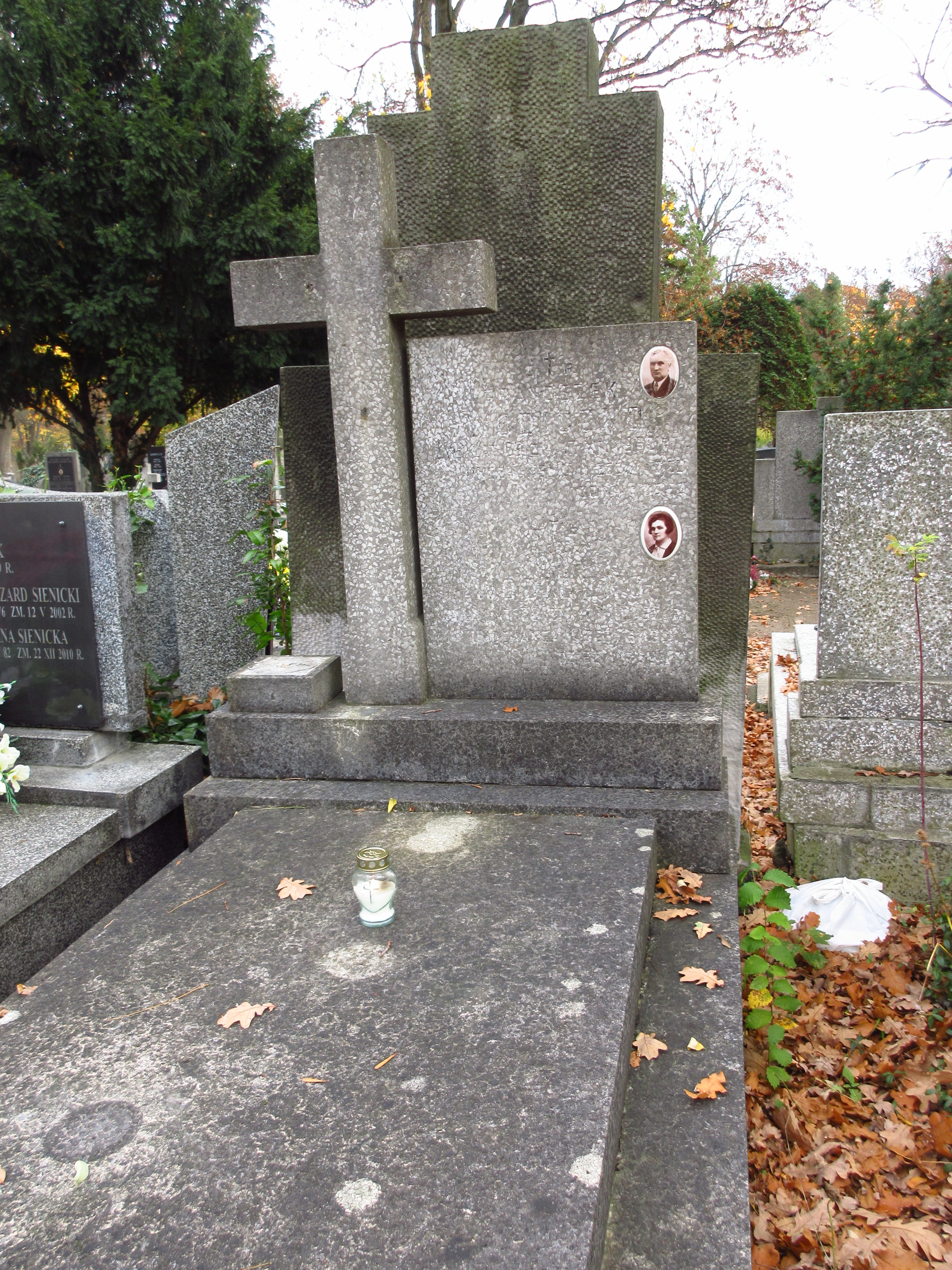
Grób Franciszka Wodiczki na cmentarzu Bródnowskim.

Urodził się w rodzinie Wacława (Waclava Wodički) (ur. 1857), kapelmistrza orkiestr wojskowych, i Anny z Felklów (ur. 1860). W 1899 po ukończeniu 6 klas Gimnazjum Państwowego w Suwałkach rozpoczął klasę skrzypiec w Instytucie Muzycznym w Warszawie. Całe życie zawodowe Franciszka Wodiczki było związane z pracą urzędnika. Od 1899 do 1901 był zatrudniony w Zarządzie Lasów Państwowych w Suwałkach. Następnie od połowy 1902 pracował w Kancelarii Warszawskiego Winnego Składu nr 1, a od 1907 jako referent w Kancelarii Gubernialnego Zarządu Akcyzy. W latach 1908–1939 pracował na Kolejach Państwowych w charakterze kierownika Biura Personalnego Warsztatów Głównych Warszawa-Praga.
Podczas I wojny światowej został zesłany na Wschód w okolice ówczesnego Jekaterynosławia. Tam od połowy 1915 do połowy 1918 zorganizował orkiestrę dętą, jak i smyczkową i był kapelmistrzem. Po powrocie do kraju, w 1918 wstąpił do Związku Zawodowego Pracowników Kolejowych RP. W 1927 zamieszkał z rodziną w Choszczówce (wówczas w gminie Jabłonna), gdzie pełnił przez sześć lat honorową funkcję sołtysa. W tym czasie zorganizował Towarzystwo Przyjaciół Osiedla, ochotniczą straż pożarną i bibliotekę. Od 1930 zaangażował się w działalność na rzecz Ligi Morskiej i Kolonialnej, za co otrzymał medal srebrny pozłacany „XV-lecia Odzyskania Niepodległości”. Od 1932 do 1934 zorganizował i prowadził w szkole (Miejskiej Szkole Ogólnokształcącej Męskiej i Gimnazjum Humanistycznym 7-klasowej Szkoły Powszechnej) na warszawskim Bródnie orkiestrę, była to działalność społeczna, za którą nie pobierał poborów. W 1935 przeprowadził się do Wołomina, gdzie otrzymał stanowisko sekretarza zarządu Ochotniczej Straży Pożarnej i kapelmistrza orkiestry strażackiej.
Podczas okupacji niemieckiej, w 1940 pracował jako Werkhelfer (pomocnik) w służbie Kolei Wschodniej Warszawa Praga, od 1 stycznia 1942 był kancelistą w Stadtverwaltung Wołomin. W sierpniu 1943 objął stanowisko i obowiązki komendanta Straży Pożarnej w Wołominie.
Po wojnie mieszkał i pracował w Wołominie.
26 października 1902 poślubił w Warszawie Annę z Gocławskich (zm. 1971). Był ojcem Eugeniusza Waleriana (ur. 1903), Jadwigi (ur. 1906), Haliny (ur. 1908), Bohdana Wodiczki (ur. 1911) i Jerzego (ur. 1920).
Zmarł 17 grudnia 1950 w Wołominie, pochowany 20 grudnia 1950 na cmentarzu Bródnowskim (kwatera 57B-2-14).

## Odznaczenia
- Medal Dziesięciolecia Odzyskanej Niepodległości (20 grudnia 1928)
- Medal 3 Maja (3 maja 1925)
- Srebrny Medal za Długoletnią Służbę (30 grudnia 1938)
- Medal Srebrny pozłacany „XV-lecia Odzyskania Niepodległości” (16 sierpnia 1938)
- Odznaka honorowa „Za ofiarną pracę” (9 grudnia 1931)
- Odznaka Za wysługę lat w służbie strażackiej (13 kwietnia 1938)

Źródło:.